# Sorbe
Pour les articles homonymes, voir Sorbe (cours d'eau).
La sorbe est le fruit du Sorbier, en particulier du Sorbier domestique. C'est une drupe comestible, principalement consommée blette ou pour confectionner une boisson fermentée.

## Utilisations
Sous forme de marmelade ou de confiture, on donnait la sorbe pour soigner les diarrhées et dysenteries. On peut en faire de la gelée ou du chutney.